# Oliver Anderson
Oliver Anderson (* 30. April 1998 in Brisbane) ist ein ehemaliger  australischer Tennisspieler.

## Karriere
Anderson spielt hauptsächlich auf der Future Tour.
2016 bekam er in seiner Heimatstadt Brisbane bei den Brisbane International eine Wildcard für die Qualifikation. In dieser gewann er als 813. der Weltrangliste gegen Dennis Novikov (ATP 150) und Tim Smyczek (ATP 109) und nahm damit erstmals am Hauptfeld eines Turniers der ATP World Tour teil. In der Auftaktrunde des Hauptfeldes verlor er jedoch gegen Ivan Dodig mit 3:6, 2:6.
Anschließend bekam er eine Wildcard für die Qualifikation der Australian Open sowie für das Hauptfeld der Juniorenausgabe derselben. Während er bei den Senioren in der zweiten Qualifikationsrunde ausschied, gewann er den Juniorentitel mit einem Sieg gegen Joʻrabek Karimov im Finale.
Im Januar 2017 wurde Anderson wegen des Verdachts der Spielmanipulation im Oktober 2016 beim Challengerturnier in Latrobe Valley, Australien, bis auf Weiteres für alle Tennisturniere von der Tennis Integrity Unit gesperrt. Die Strafe wurde mit 19 Monaten, die er keine Turniere mehr spielte, letztlich als geleistet gewertet. Wegen anhaltender gesundheitlicher Probleme beendete er dennoch seine Karriere ohne noch ein weiteres Turnier gespielt zu haben.